# Лауреаты Государственной премии Российской Федерации за 1995 год

## Лауреаты в области литературы и искусства
За мемориальный комплекс «Памятник Победы в Великой Отечественной войне 1941—1945 годов» на Поклонной горе в Москве
- Лужков, Юрий Михайлович,
- Корнеев, Евгений Алексеевич,
- Котляр, Леонид Касьянович,
- Мороз, Василий Васильевич,
- Остроумов, Борис Валентинович,
- Полянский, Анатолий Трофимович (посмертно),
- Свирский, Семен Исаевич,
- Церетели, Зураб Константинович.

### В области литературы
За роман «Прокляты и убиты» (книги первая и вторая)
- Астафьев, Виктор Петрович, прозаик.

За сборник стихотворений «На сумрачной звезде»
- Кушнер, Александр Семёнович, поэт.

За сборник стихотворений «Защищая свою крутизну»
- Поженян, Григорий Михайлович, поэт.

### В области архитектуры
За реставрацию, реконструкцию и новое строительство Государственной Третьяковской галереи
- Виноградский, Игорь Михайлович (посмертно), руководитель авторского коллектива.
- Астафьев, Геннадий Владимирович, архитектор.
- Бернштейн, Александр Абельевич, архитектор.
- Дзержкович, Андрей Андреевич, архитектор.
- Климов, Борис Александрович, архитектор.
- Сарафанова, Наталия Георгиевна, архитектор.
- Королев, Юрий Константинович (посмертно), художник.

За реставрацию и реконструкцию здания Эрмитажного театра с созданием мемориальной экспозиции «Зимний дворец Петра I»
- Лукин, Валерий Павлович, руководитель авторского коллектива.
- Бурковская, Ирэна Владимировна, архитектор.
- Галочкин, Валерий Константинович, архитектор.
- Ефимов, Владимир Владимирович, архитектор.
- Любавская, Наталия Константиновна, архитектор.
- Михайлов, Григорий Владимирович, архитектор.

За здание Международного московского банка на Пречистенской набережной в Москве
- Скокан, Александр Андреевич, руководитель авторского коллектива.
- Баишев, Раис Суфиянович, архитектор.
- Аки, Давидссон, архитектор.
- Каняшин, Валерий Константинович, архитектор.
- Юхани, Палласмаа, архитектор.

### В области дизайна
За коллекции одежды «Воспоминание о будущем» и «Пробуждение»
- Зайцев, Вячеслав Михайлович, дизайнер-модельер.

За серию плакатов социальной и политической направленности, коллекцию авторских фирменных знаков, дизайн-оформление журнала «Грэйтис»
- Чайка, Владимир Борисович, художник-дизайнер.

### В области изобразительного искусства
За серии произведений в фарфоре и майолике, созданных в 1990—1995 годах
- Бидак, Наталья Трофимовна, художник Гжели.
- Бидак, Владимир Степанович, художник Гжели.
- Денисов, Геннадий Васильевич, художник Гжели.
- Петлина, Юлия Ивановна, художник Гжели.

За серию живописных произведений, представленных на персональной выставке в Российской академии художеств в 1995 году
- Иванов, Виктор Иванович, художник.

За серию пластин «Евангелие в красках Палеха» и серию досок «Житие Александра Невского», выполненных в технике палехской лаковой миниатюры
- Кукулиев, Борис Николаевич, руководитель авторского коллектива,
- Адеянов, Сергей Яковлевич, художник Палеха,
- Бушков, Владимир Авенирович, художник Палеха,
- Кукулиева, Калерия Васильевна, художник Палеха,
- Кукулиев, Николай Борисович, художник Палеха,
- Макашов, Василий Семенович, художник Палеха.

За художественное оформление спектаклей Московского Художественного академического театра имени А. П. Чехова, созданных в 1991—1994 годах
- Мессерер, Борис Асафович, художник театра.

За серию скульптурных произведений из бронзы
- Неизвестный, Эрнст Иосифович, скульптор.

За декоративные произведения из цветного стекла
- Шушканов, Дмитрий Николаевич, художник-прикладник,
- Шушканова, Людмила Николаевна, художник-прикладник.

### В области кино и телевидения
- Максакова, Людмила Васильевна, актриса.[1]

За художественный фильм «Утомлённые солнцем»
- Михалков, Никита Сергеевич, режиссёр-постановщик, автор сценария, исполнитель главной роли.
- Ибрагимбеков, Рустам Мамед Ибрагимович, автор сценария.
- Калюта, Вилен Александрович, оператор-постановщик.
- Аронин, Владимир Сахнович, художник-постановщик.
- Самулекин, Александр Дмитриевич, художник-постановщик.
- Артемьев, Эдуард Николаевич, композитор.
- Меньшиков, Олег Евгеньевич, исполнитель главной роли.
- Верещагин, Леонид Эмильевич, продюсер.

За воплощение гуманистических идеалов в художественных фильмах последних лет
- Тодоровский, Пётр Ефимович, режиссёр-постановщик.

За цикл телевизионных передач «Чтобы помнили»
- Филатов, Леонид Алексеевич, автор и ведущий телевизионной программы.

### В области музыкального и хореографического искусства
За главные партии в балетных спектаклях Государственного академического Большого театра России «Баядерка», «Корсар», «Жизель», «Спартак», «Сильфида», «Дон Кихот», «Легенда о любви»
- Грачёва, Надежда Александровна, балерина.

За концертные программы Государственного академического русского народного оркестра имени Н. П. Осипова 1990—1995 годов
- Калинин, Николай Николаевич, дирижер.

За постановку оперных спектаклей последних лет в Саратовском академическом театре оперы и балета, музыкальное руководство всероссийскими фестивалями оперного искусства имени Л. В. Собинова 1986—1995 годов в г. Саратове
- Кочнев, Юрий Леонидович, дирижер.

За концертные программы Государственного академического ансамбля народного танца 1991—1995 годов
- Моисеев, Игорь Александрович, балетмейстер.

За симфонию-фантазию «Мастер и Маргарита», Концерт для фортепиано с оркестром
- Петров, Андрей Павлович, композитор.

За создание и исполнение на юбилейном музыкальном фестивале «Альфред Шнитке фестиваль» (1994 год, Москва) Третьей и Четвертой симфоний, Концерта для альта с оркестром, Концерта N 2 для виолончели с оркестром, Кончерто гроссо № 5, трёх духовных хоров («Богородице Дево радуйся», «Иисусе Христе», «Отче наш»), кантаты «История доктора Иоганна Фауста»
- Шнитке, Альфред Гарриевич, композитор,
- Башмет, Юрий Абрамович, альтист,
- Кремер, Гидон Маркусович, скрипач,
- Ростропович, Мстислав Леопольдович, виолончелист,
- Зива, Владимир Петрович, дирижер,
- Плетнёв, Михаил Васильевич, дирижер,
- Полянский, Валерий Кузьмич, дирижер,
- Рождественский, Геннадий Николаевич, дирижер.

### В области театрального искусства
За спектакли по произведениям русской классики: «Три сестры» по пьесе А. П. Чехова, «Месяц в деревне» по пьесе И. С. Тургенева, «Ревизор» по пьесе Н. В. Гоголя, «Таланты и поклонники» по пьесе А. Н. Островского
- Арцибашев, Сергей Николаевич, художественный руководитель Российского государственного «Театра на Покровке».

За выдающееся исполнение ролей классического репертуара: царя Бориса в спектакле Государственного академического Малого театра России «Царь Борис» по одноимённой трагедии А. К. Толстого; Брюно в спектакле театра «Сатирикон» имени Аркадия Райкина «Великолепный рогоносец» по пьесе Ф. Кроммелинка; леди Макбет в спектакле Российского государственного академического Большого драматического театра имени Г. А. Товстоногова «Макбет» по одноимённой трагедии У. Шекспира; Софьи в спектакле Московского театра-студии под руководством О. Табакова «Последние» по пьесе М. Горького
- Бочкарёв, Василий Иванович, артист,
- Райкин, Константин Аркадьевич, артист,
- Фрейндлих, Алиса Бруновна, артистка,
- Яковлева, Ольга Михайловна, артистка.

За спектакль Башкирского государственного академического театра драмы имени М. Гафури «Бибинур, ах, Бибинур» по пьесе Ф. М. Булякова
- Исрафилов, Рифкат Вакилович, режиссёр-постановщик.
- Еникеев, Тан Гумерович, художник-постановщик.
- Буляков, Флорид Минимуллинович, автор пьесы.
- Ханов, Олег Закирович, исполнитель главной роли.

### В области эстрадного и циркового искусства
За цирковой конный аттракцион «Горская легенда»
- Нугзаров, Тамерлан Темирсолтанович, руководитель аттракциона.

За концертные программы последних лет
- Хазанов, Геннадий Викторович, артист-сатирик.

### В области просветительской деятельности
За Международный музыкальный фестиваль «Декабрьские вечера» в Государственном музее изобразительных искусств имени А. С. Пушкина (1981—1995 годы)
- Антонова, Ирина Александровна, искусствовед,
- Рихтер, Святослав Теофилович, пианист.

За трилогию «Вожди»: «Сталин», «Троцкий», «Ленин»
- Волкогонов, Дмитрий Антонович, прозаик (посмертно).

За циклы телевизионных передач об отечественной культуре и истории
- Панченко, Александр Михайлович, автор и ведущий телевизионных программ.

## Лауреаты в области науки и техники
За разработку и внедрение в практику патогенетически обоснованных методов диагностики, прогноза и лечения черепно-мозговой травмы и её последствий
- Коновалов, Александр Николаевич, академик Российской академии медицинских наук, директор Научно-исследовательского института нейрохирургии имени академика Н. Н. Бурденко, руководитель работы.
- Доброхотова, Тамара Амплиевна, доктор медицинских наук, главный научный сотрудник.
- Корниенко, Валерий Николаевич, доктор медицинских наук, руководитель отдела.
- Лихтерман, Леонид Болеславович, доктор медицинских наук, главный научный сотрудник.
- Потапов, Александр Александрович, доктор медицинских наук, заместитель директора.
- Промыслов, Мордко Шулимович, доктор биологических наук, главный научный сотрудник, — работник того же института;
- Лебедев, Вячеслав Васильевич, доктор медицинских наук, главный научный сотрудник Московского городского научно-исследовательского института скорой помощи имени Н. В. Склифосовского;
- Фраерман, Александр Петрович, доктор медицинских наук, руководитель отдела Нижегородского государственного научно-исследовательского института травматологии и ортопедии.

За открытие, экспериментальное и теоретическое исследование нового класса фоточувствительных полупроводниковых материалов
- Акимов, Борис Александрович, доктор физико-математических наук, заведующий лабораторией Московского государственного университета имени М. В. Ломоносова.
- Брандт, Николай Борисович, доктор физико-математических наук, заведующий кафедрой.
- Скипетров, Евгений Павлович, доктор физико-математических наук, доцент.
- Хохлов, Дмитрий Ремович, доктор физико-математических наук, ведущий научный сотрудник, — работник того же университета;
- Волков, Борис Андреевич, доктор физико-математических наук, заведующий сектором Физического института имени П. Н. Лебедева Российской академии наук;
- Неизвестный, Игорь Георгиевич, член-корреспондент Российской академии наук, заместитель директора, заведующий отделом Института физики полупроводников Сибирского отделения Российской академии наук.
- Шумский, Владимир Николаевич, доктор физико-математических наук, заведующий лабораторией того же института;
- Немов, Сергей Александрович, доктор физико-математических наук, профессор Санкт-Петербургского государственного технического университета.

За монографию «Введение в квантовую теорию калибровочных полей»
- Славнов, Андрей Алексеевич, член-корреспондент Российской академии наук, заведующий отделом Математического института имени В. А. Стеклова Российской академии наук.
- Фаддеев, Людвиг Дмитриевич, академик, заместитель директора по Санкт-Петербургскому отделению того же института

За создание и освоение новых широкоадаптивных и высококачественных сортов овса
- Лызлов, Евгений Васильевич, доктор сельскохозяйственных наук, главный научный сотрудник Научно-исследовательского института сельского хозяйства центральных районов Нечернозёмной зоны Российской академии сельскохозяйственных наук, руководитель работы.
- Магуров, Пётр Филиппович, кандидат биологических наук, заведующий лабораторией.
- Неттевич, Энгель Данилович, академик Российской академии сельскохозяйственных наук, главный научный сотрудник, — работник того же института;
- Глотова, Валентина Николаевна, старший научный сотрудник Ульяновского научно-исследовательского института сельского хозяйства Российской академии сельскохозяйственных наук.
- Потушанская, Маргарита Ивановна, кандидат биологических наук, ведущий научный сотрудник.
- Столетова, Зинаида Кирилловна, старший научный сотрудник, — работник того же института;
- Ушаков, Геннадий Иннокентьевич, старший научный сотрудник Нарымской государственной селекционной станции;
- Зиганшин, Альварес Абдуллович, кандидат сельскохозяйственных наук, начальник инспектуры Всероссийской государственной комиссии по сортоиспытанию сельскохозяйственных культур по Республике Татарстан.

За цикл работ «Физико-химическая механика мерзлых пород и технические аспекты гляциологии»
- Савельев, Борис Александрович, доктор геолого-минералогических наук (посмертно).

За разработку квантовохимических и радиоспектроскопических методов в химии твёрдого тела
- Губанов, Владимир Александрович, доктор химических наук, главный научный сотрудник Института химии твёрдого тела Уральского отделения Российской академии наук.
- Жуков, Владлен Петрович, доктор физико-математических наук, ведущий научный сотрудник.
- Ивановский, Александр Леонидович, доктор химических наук, учёный секретаь.
- Лихтенштейн, Александр Иосифович, кандидат физико-математических наук, старший научный сотрудник.
- Плетнев, Рафаэль Николаевич, доктор химических наук, главный научный сотрудник.
- Швейкин, Геннадий Петрович, академик, директор, — работник того же института;
- Габуда, Святослав Петрович, доктор физико-математических наук, директор Государственного научно-производственного центра «Росцеотехнология».
- Мороз, Николай Клавдиевич, кандидат физико-математических наук, заведующий отделом того же центра.

За цикл работ «Теория и принципы построения систем идентификации и управления динамическими объектами в условиях неопределённости»
- Макаров, Игорь Михайлович, академик, заведующий кафедрой Московского государственного института радиотехники, электроники и автоматики, руководитель работы.
- Лохин, Валерий Михайлович, доктор технических наук, профессор той же кафедры;
- Карабутов, Николай Николаевич, доктор технических наук, заведующий кафедрой Московской государственной академии водного транспорта;
- Салыгин, Валерий Иванович, член-корреспондент Российской академии наук, генеральный директор межотраслевого научно-технологического центра «Наука»;
- Славинский, Зиновий Михалевич, доктор технических наук, начальник лаборатории управления Горьковской железной дороги.

За создание пассажирского тепловоза ТЭП 80 — базовой конструкции для скоростных локомотивов
- Хлебников, Юрий Васильевич, кандидат технических наук, бывший главный конструктор по локомотивостроению акционерного общества "Государственное производственное объединение «Коломенский завод», руководитель работы.
- Артёмов, Пётр Петрович, начальник бюро.
- Морошкин, Борис Николаевич, кандидат технических наук, заместитель главного конструктора по локомотивостроению.
- Нефедов, Вячеслав Алексеевич, заместитель главного инженера по тепловозостроению.
- Подопросветов, Анатолий Васильевич, главный конструктор по локомотивостроению.
- Рязанкин, Владимир Петрович, начальник сектора, — работник того же акционерного общества;
- Кабаков, Александр Вениаминович, начальник отдела Министерства путей сообщения Российской Федерации.
- Колесин, Юрий Владимирович, кандидат технических наук (посмертно).

За сохранение и рациональное использование генетических ресурсов кур
- Горбачева, Нина Степановна, кандидат сельскохозяйственных наук, старший научный сотрудник Всероссийского научно-исследовательского и технологического института птицеводства.
- Злочевская, Клавдия Васильевна, доктор сельскохозяйственных наук, руководитель селекционного центра.
- Севастьянова, Антонина Алексеевна, научный сотрудник.
- Силин, Эрнест Константинович, кандидат биологических наук, бывший ведущий научный сотрудник.
- Фисинин, Владимир Иванович, академик Российской академии сельскохозяйственных наук, директор.
- Фузеева, Надежда Серафимовна, кандидат биологических наук, старший научный сотрудник, — работник того же института;
- Гальперн, Ирина Леоновна, доктор сельскохозяйственных наук, заведующая отделом Всероссийского научно-исследовательского института генетики и разведения сельскохозяйственных животных Российской академии сельскохозяйственных наук.
- Паронян, Иван Амаякович, кандидат сельскохозяйственных наук, заведующий лабораторией того же института.

За научное обоснование и открытие крупной сырьевой базы нефтяной и газовой промышленности на шельфе Западной Арктики
- Борисов, Анатолий Васильевич, кандидат геолого-минералогических наук, начальник экспедиции Государственного предприятия — компании «Арктикморнефтегазразведка».
- Фёдоровский, Юрий Флорович, главный геолог того же предприятия;
- Грамберг, Игорь Сергеевич, академик, директор Всероссийского научно-исследовательского института геологии и минеральных ресурсов Мирового океана;
- Долгунов, Константин Александрович, управляющий трестом «Севморнефтегеофизика»;
- Маловицкий, Янкиф Панхусович, доктор геолого-минералогических наук, главный геолог производственного объединения «Союзморгео»;
- Заливчий, Олег Афанасьевич, старший инженер совместного предприятия «Вьетсовпетро»;
- Решетняк, Евгений Михайлович, начальник управления акционерного общества «Нефтяная компания «Лукойл»;
- Шеремета, Остап Остапович, советник Министерства топлива и энергетики Российской Федерации.

За создание автоматизированного промышленного производства тепловыделяющих элементов для ядерных энергетических реакторов
- Быстровзоров, Сергей Владимирович, начальник лаборатории акционерного общества «Машиностроительный завод».
- Бычков, Александр Александрович, начальник цеха.
- Межуев, Валерий Алексеевич, генеральный директор.
- Потоскаев, Геннадий Григорьевич, заместитель генерального директора.
- Тимофеев, Виктор Владимирович, начальник отдела.
- Чуканцев, Юрий Васильевич, начальник лаборатории, — работник того же акционерного общества;
- Ошканов, Николай Николаевич, главный инженер Белоярской атомной электростанции имени И. В. Курчатова;
- Коростин, Олег Степанович, кандидат технических наук, ведущий научный сотрудник Всероссийского научно-исследовательского института неорганических материалов имени академика А. А. Бочвара.

За цикл работ «Тектоническая расслоенность литосферы и региональные геологические исследования»
- Книппер, Андрей Львович, академик, заведующий лабораторией Геологического института Российской академии наук.
- Перфильев, Андрей Степанович, доктор геолого-минералогических наук, главный научный сотрудник.
- Пущаровский, Юрий Михайлович, академик, советник Российской академии наук.
- Руженцев, Сергей Васильевич, доктор геолого-минералогических наук, главный научный сотрудник.
- Соколов, Сергей Дмитриевич, доктор геолого-минералогических наук, заведующий лабораторией.
- Трифонов, Владимир Георгиевич, доктор геолого-минералогических наук, заведующий лабораторией, — работник того же института;
- Макаров, Владимир Иванович, доктор геолого-минералогических наук, заведующий лабораторией Инженерно-геологического и геоэкологического научного центра Российской академии наук;
- Пейве, Александр Вольдемарович, академик (посмертно).

За «Лингвистический энциклопедический словарь»
- Арутюнова, Нина Давидовна, член-корреспондент Российской академии наук, главный научный сотрудник Института языкознания Российской академии наук.
- Виноградов, Виктор Алексеевич, доктор филологических наук, заведующий отделом.
- Климов, Георгий Андреевич, доктор филологических наук, заведующий отделом.
- Солнцев, Вадим Михайлович, член-корреспондент Российской академии наук, директор.
- Степанов, Юрий Сергеевич, академик, заведующий отделом.
- Ярцева, Виктория Николаевна, член-корреспондент Российской академии наук, советник Российской академии наук, — работник того же института;
- Нерознак, Владимир Петрович, доктор филологических наук, директор Института языков народов России;
- Сазонова, Инна Кузьминична, кандидат филологических наук, ведущий научный редактор Государственного научного издательства «Большая Российская энциклопедия».

За создание и промышленное освоение ресурсосберегающей технологии конвертерного передела низкомарганцовистого чугуна
- Демидов, Константин Николаевич, кандидат технических наук, заведующий лабораторией акционерного общества "Научно-экспериментальное предприятие «Уральский научно-исследовательский институт чёрных металлов».
- Смирнов, Леонид Андреевич, член-корреспондент Российской академии наук, генеральный директор того же акционерного общества;
- Глазов, Александр Никитович, кандидат технических наук, бывший главный инженер Всесоюзного производственного объединения «Союзметаллургпром»;
- Югов, Пётр Иванович, доктор технических наук, заведующий лабораторией Института новой металлургической технологии Центрального научно-исследовательского института чёрной металлургии имени И. П. Бардина;
- Айзатулов, Рафик Сабирович, доктор технических наук, главный инженер акционерного общества «Западно-Сибирский металлургический комбинат»;
- Носов, Сергей Константинович, главный инженер металлургического комплекса акционерного общества «Магнитогорский металлургический комбинат»;
- Липухин, Юрий Викторович, кандидат технических наук, генеральный директор акционерного общества «Северсталь».
- Клочай, Виктор Владимирович, начальник конвертерного производства того же акционерного общества.

За цикл работ «Создание самофокусирующих градиентных световодов для передачи больших потоков информации»
- Микаэлян, Андрей Леонович, академик, директор Института оптико-нейронных технологий Российской академии наук.

За создание конструкции, организацию выпуска и внедрение в сельскохозяйственное производство самоходных зерноуборочных комбайнов «Дон-1500»
- Песков, Юрий Александрович, кандидат технических наук, генеральный директор акционерного общества «Ростсельмаш».
- Мещеряков, Иван Киреевич, кандидат технических наук, начальник конструкторского бюро.
- Полянский, Владимир Алексеевич, заместитель технического директора.
- Распопов, Александр Романович, заместитель начальника конструкторского бюро.
- Ященко, Евгений Матвеевич, заведующий отделом, — работник того же акционерного общества;
- Герасименко, Александр Ильич, генеральный директор акционерного общества «Таганрогский комбайновый завод»;
- Нагичев, Василий Васильевич, кандидат технических наук, заместитель директора Кубанского научно-исследовательского института по испытанию тракторов и сельскохозяйственных машин;
- Жалнин, Эдуард Викторович, доктор технических наук, заведующий отделом Всероссийского научно-исследовательского института механизации сельского хозяйства Российской академии сельскохозяйственных наук.

За цикл работ «Эволюция осадочной оболочки Земли (палеогеография, литология, геохимия, тектоника)»
- Балуховский, Александр Николаевич, кандидат геолого-минералогических наук, старший научный сотрудник Института геохимии и аналитической химии имени В. И. Вернадского Российской академии наук.
- Ронов, Александр Борисович, академик, советник Российской академии наук;
- Хаин, Виктор Ефимович, доктор геолого-минералогических наук, главный научный сотрудник Института литосферы Российской академии наук;
- Сеславинский, Кирилл Борисович, доктор геолого-минералогических наук, заведующий лабораторией Института физики Земли имени О. Ю. Шмидта Российской академии наук;
- Божко, Николай Андреевич, доктор геолого-минералогических наук, профессор Московского государственного университета имени М. В. Ломоносова.

За цикл работ «Построение динамики звёздных систем»
- Амбарцумян, Виктор Амазаспович, академик, почётный директор Бюроканской астрофизической обсерватории.